# Kim Busch
Kim Anna Lisa Busch (* 16. Juni 1998 in Dordrecht) ist eine niederländische Schwimmerin. Sie gewann bis März 2024 bei Weltmeisterschaften auf der 50-Meter-Bahn je eine Gold- und Bronzemedaille und auf der 25-Meter-Bahn eine Goldmedaille, drei Silbermedaillen und vier Bronzemedaillen. Bei Europameisterschaften erschwamm sie zweimal Silber und einmal Bronze auf der Langbahn sowie dreimal Gold und einmal Silber auf der Kurzbahn.

## Sportliche Karriere

### Die Jahre bis 2016
Kim Busch konnte sich 2013 bei den Junioreneuropameisterschaften nicht für ein Finale qualifizieren. 2014 wurde sie Vierte über 50 Meter Schmetterling, Siebte über 50 Meter Freistil und Fünfte mit der 4-mal-100-Meter-Freistilstaffel. Einen Monat später begannen in Najing die Olympischen Jugendspiele. Die niederländische 4-mal-100-Meter-Freistilstaffel mit Esmee Bos, Kim Busch, Maaike de Waard und Robin Neumann belegte den vierten Platz.
2016 bei den Europameisterschaften in London verpasste Kim Busch als Halbfinalneunte den Finaleinzug um eine Zehntelsekunde. Ende des Jahres bei den Kurzbahnweltmeisterschaften in Windsor erreichten Maud van der Meer, Kim Busch, Robin Neumann und Ranomi Kromowidjojo als drittbeste 4-mal-100-Meter-Freistilstaffel der Vorläufe das Finale. Im Endlauf siegte das Quartett aus den Vereinigten Staaten vor den Italienerinnen sowie Maud van der Meer, Marrit Steenbergen, Maaike de Waard und Ranomi Kromowidjojo, die 0,11 Sekunden vor den viertplatzierten Australierinnen anschlugen. Auch die beiden nur im Vorlauf eingesetzten Schwimmerinnen erhielten eine Bronzemedaille. In der 4-mal-50-Meter-Freistilstaffel schwammen im Vorlauf Tamara van Vliet, Maaike de Waard, Kim Busch und Maud van der Meer. Im Finale wurden Tamara van Vliet, Ranomi Kromowidjojo, Maaike de Waard und Kim Busch Zweite hinter den Kanadierinnen. In der 4-mal-50-Meter-Mixed-Freistilstaffel schwammen im Vorlauf Jesse Puts, Nyls Korstanje, Kim Busch und Tamara van Vliet. Im Endlauf wurden Jesse Puts, Nyls Korstanje, Ranomi Kromowidjojo und Maaike de Waard Zweite hinter dem russischen Quartett und hatten eine Hundertstelsekunde Vorsprung auf das kanadische Team.

### Die Jahre von 2017 bis 2019
2017 bei den Weltmeisterschaften in Budapest schwamm die 4-mal-100-Meter-Freistilstaffel mit Maud van der Meer, Femke Heemskerk, Kim Busch und Ranomi Kromowidjojo die zweitschnellste Vorlaufzeit. Im Endlauf waren Busch, Heemskerk, van der Meer und Kromowidjojo anderthalb Sekunden schneller und erkämpften die Bronzemedaille hinter der Staffel aus den Vereinigten Staaten und den Australierinnen. Bei den Kurzbahneuropameisterschaften in Kopenhagen schwammen im Vorlauf der 4-mal-50-Meter-Freistilstaffel Tamara van Vliet, Valerie van Roon, Kim Busch und Kira Toussaint die schnellste Zeit vor den Russinnen. Im Endlauf siegten Ranomi Kromowidjojo, Femke Heemskerk, Tamara van Vliet und Valerie van Roon vor den Schwedinnen und den Däninnen. Die 4-mal-50-Meter-Lagenstaffel mit Kira Toussaint, Kim Busch, Ranomi Kromowidjojo und Femke Heemskerk schlug als Vierte an mit 0,04 Sekunden Rückstand auf die drittplatzierten Französinnen. Kim Busch schwamm hier die Brustlage.
2018 bei den Europameisterschaften in Glasgow schwamm Kim Busch wieder Freistil und Schmetterling, konnte sich aber nicht für ein Einzelfinale qualifizieren. Über 50 Meter Freistil schwamm sie zwar die sechstbeste Vorlaufzeit, aber war hinter van Vliet und Kromowidjojo die drittbeste Niederländerin, nur die besten Zwei eines Landes erreichten das Finale. Die 4-mal-100-Meter-Freistilstaffel mit Kim Busch, Kira Toussaint, Marjolein Delno und Femke Heemskerk erreichte die schnellste Vorlaufzeit. Im Endlauf siegten die Französinnen vor Busch, Heemskerk, Toussaint und Kromowidjojo. Ende des Jahres bei den Kurzbahnweltmeisterschaften in Hangzhou belegte die 4-mal-100-Meter-Freistilstaffel mit Kim Busch, Femke Heemskerk, Maaike de Waard und Ranomi Kromowidjojo den zweiten Platz hinter dem US-Quartett, Valerie van Roon erhielt für ihren Vorlaufeinsatz ebenfalls Silber. In der 4-mal-50-Meter-Lagenstaffel mit Maaike de Waard, Kim Busch, Ranomi Kromowidjojo und Femke Heemskerk schwamm Busch wieder die Brustlage, die Staffel erkämpfte Bronze hinter den Staffeln aus den Vereinigten Staaten und der Volksrepublik China. Die 4-mal-50-Meter-Freistilstaffel mit Kromowidjojo, Heemskerk, Busch und van Roon gewann Silber hinter dem US-Quartett. Maike de Waard war im Vorlauf geschwommen. Zwei weitere Silbermedaillen erhielt Busch für ihre Vorlaufeinsätze in den Mixed-Staffeln. In der 4-mal-50-Meter-Mixed-Freistilstaffel schwammen im Endlauf Jesse Puts, Stan Pijnenburg, Ranomi Kromowidjojo und Femke Heemskerk, außer Busch war im Vorlauf auch Valerie van Roon dabei. In der 4-mal-50-Meter-Mixed-Lagenstaffel waren im Finale Jesse Puts, Ties Elzerman, Kromowidjojo und Heemskerk dabei, im Vorlauf wurden Maaike de Waard und Kim Busch eingesetzt.
Bei den Weltmeisterschaften 2019 in Gwangju belegte die 4-mal-100-Meter-Freistilstaffel mit Kim Busch, Ranomi Kromowidjojo, Kira Toussaint und Femke Heemskerk den vierten Platz, hatte allerdings dreieinhalb Sekunden Rückstand auf die Medaillenränge. Die 4-mal-100-Meter-Lagenstaffel mit Kira Toussaint, Tes Schouten, Kim Busch und Femke Heemskerk wurde Vorlaufzehnte. Ende 2019 siegte Busch bei den niederländischen Kurzbahnmeisterschaften über 100 Meter Schmetterling, nachdem sie bereits 2016 mehrere Kurzbahntitel gewonnen hatte.

### 2021
Wegen der Covid-19-Pandemie wurden die für 2020 geplanten internationalen Meisterschaften erst 2021 ausgetragen. Bei den Europameisterschaften in Budapest schwamm die niederländische 4-mal-100-Meter-Freistilstaffel mit Kim Busch, Kira Toussaint, Marrit Steenbergen und Robin Neumann die schnellste Vorlaufzeit. Im Finale waren Ranomi Kromowidjojo, Kira Toussaint, Marrit Steenbergen und Femke Heemskerk fast vier Sekunden schneller und schlugen als Zweite mit 0,12 Sekunden Rückstand auf die Britinnen an. Die 4-mal-100-Meter-Mixed-Freistilstaffel mit Stan Pijnenburg, Jesse Puts, Ranomi Kromowidjojo und Femke Heemskerk wurde ebenfalls Zweite, hier waren im Vorlauf Luc Kroon, Marrit Steenbergen und Kim Busch dabei. Zwei Monate später bei den Olympischen Spielen in Tokio erreichte die 4-mal-100-Meter-Freistilstaffel mit Kim Busch, Ranomi Kromowidjojo, Marrit Steenbergen und Femke Heemskerk den Endlauf mit der zweitschnellsten Vorlaufzeit nach den Australierinnen. Im Endlauf wiederholten Kim Busch, Ranomi Kromowidjojo, Kira Toussaint und Femke Heemskerk ungefähr die Vorlaufzeit. Dies reichte zum vierten Platz hinter Australien, Kanada und den Vereinigten Staaten.
Im November 2021 bei den Kurzbahneuropameisterschaften in Kasan erschwamm die 4-mal-50-Meter-Freistilstaffel mit Kim Busch, Maaike de Waard, Kira Toussaint und Valerie van Roon die Silbermedaille hinter den Russinnen. Im Einzelwettbewerb über 50 Meter Freistil wurde Busch Siebte. Über 100 Meter Lagen schied sie als Zehnte des Halbfinales aus. Die 4-mal-100-Meter-Lagenstaffel mit Kira Toussaint, Kim Busch, Maaike de Waard und Valerie van Roon erreichte den vierten Platz. Über 50 Meter Brust und über 50 Meter Schmetterling schied Busch jeweils im Halbfinale aus. Die 4-mal-50-Meter-Mixed-Freistilstaffel mit Kenzo Simons, Stan Pijnenburg, Tamara van Vliet und Valerie van Roon schwamm die drittbeste Vorlaufzeit. Im Finale siegten Jesse Puts, Thom de Boer, Maaike de Waard und Kim Busch. Die 4-mal-50-Meter-Mixed-Lagenstaffel mit Kira Toussaint, Arno Kamminga, Kim Busch und Jesse Puts war Zweitschnellste im Vorlauf. Im Endlauf gewannen Kira Toussaint, Arno Kamminga, Maaike de Waard und Thom de Boer. Im Dezember wurden schließlich die Kurzbahnweltmeisterschaften in Abu Dhabi ausgetragen. Die 4-mal-100-Meter-Freistilstaffel belegte den vierten Platz. Ranomi Kromowidjojo, Marrit Steenbergen, Kim Busch und Kira Toussaint fehlten sechs Hundertstelsekunden auf die drittplatzierten Schwedinnen. Die 4-mal-50-Meter-Lagenstaffel mit Kira Toussaint, Kim Busch, Maaike de Waard und Ranomi Kromowidjojo gewann Bronze, Tessa Giele erhielt eine Medaille für ihren Vorlaufeinsatz. In der 4-mal-50-Meter-Freistilsatffel schwammen im Vorlauf Kim Busch, Marrit Steenbergen, Tessa Giele und Maaike de Waard. Im Finale wurden Kim Busch, Maaike de Waard, Kira Toussaint und Ranomi Kromowidjojo Dritte. Die 4-mal-50-Meter-Mixed-Lagenstaffel mit Tessa Giele, Arno Kamminga, Nyls Korstanje und Kim Busch schwamm die drittbeste Vorlaufzeit. Im Finale siegten Kira Toussaint, Arno Kamminga, Ranomi Kromowidjojo und Thom de Boer.

### Die Jahre ab 2022
Im Juni 2022 bei den Weltmeisterschaften in Budapest belegte die 4-mal-100-Meter-Freistilstaffel mit Valerie van Roon, Kim Busch, Tessa Giele und, Marrit Steenbergen den siebten Platz. Über 50 Meter Freistil schied Busch im Halbfinale aus. Zwei Monate später bei den Europameisterschaften in Rom wurde Busch Siebte über 50 Meter Schmetterling. Die 4-mal-100-Meter-Freistilstaffel mit Kim Busch, Tessa Giele, Valerie van Roon und Marrit Steenbergen erkämpfte die Bronzemedaille hinter Britinnen und Schwedinnen. Im Dezember 2022 bei den Kurzbahnweltmeisterschaften in Melbourne wurde die 4-mal-100-Meter-Freistilstaffel mit Kim Busch, Kira Toussaint, Valerie van Roon und Marrit Steenbergen Fünfte. Die 4-mal-50-Meter-Freistilstaffel mit Kim Busch, Maaike de Waard, Kira Toussaint und Valerie van Roon erschwamm die Bronzemedaille, Tessa Vermeulen war im Vorlauf dabei.
2023 wurde Busch bei den Weltmeisterschaften in Fukuoka Sechste mit der 4-mal-100-Meter-Freistilstaffel und Siebte mit der 4-mal-100-Meter-Lagenstaffel. Bei den Weltmeisterschaften 2024 in Doha schwamm die 4-mal-100-Meter-Freistilstaffel mit Kim Busch, Milou van Wijk, Janna van Kooten und Kira Toussaint die viertschnellste Vorlaufzeit. Im Finale waren Kim Busch, Janna van Kooten, Kira Toussaint und Marrit Steenbergen fast vier Sekunden schneller und siegten mit 0,32 Sekunden Vorsprung vor den Australierinnen. Bei ihren beiden Einzelstarts über 50 Meter Schmetterling und 50 Meter Freistil schied Busch im Halbfinale aus. Die 4-mal-100-Meter-Lagenstaffel mit Kira Toussaint, Tes Schouten, Maaike de Waard und Kim Busch belegte den fünften Platz. Fünf Monate später bei den Olympischen Spielen in Paris schied Busch mit der 4-mal-100-Meter-Freistilstaffel mit der neuntbesten Zeit im Vorlauf aus.